# Franz Sigismund von Thun und Hohenstein

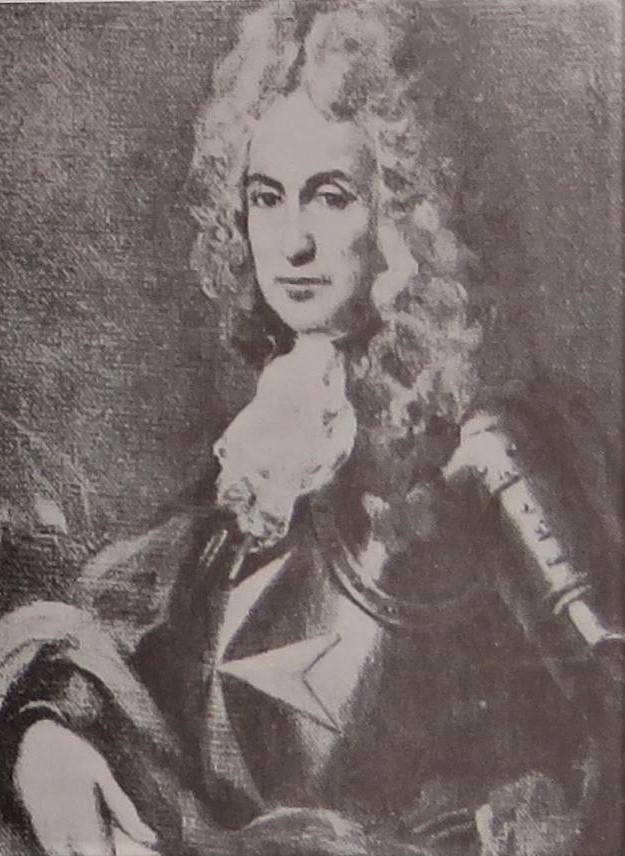
Franz Sigismund von Thun und Hohenstein

Franz Sigismund Graf von Thun und Hohenstein (* 1. September 1639 in Prag; † 3. Mai 1702 in Livorno) war ein Ritter des Johanniter-/Malteserordens, päpstlicher Gesandter, Generalkapitän der Ordensgaleeren und Kommendator der Kommende Gröbnig in Schlesien, sowie kaiserlicher Feldmarschall.

## Herkunft
Er wurde am 1. September 1639 als Sohn des Johann Sigismund von Thun und Hohenstein (1594–1646) und der Margaretha Anna Gräfin von Oettingen-Baldern († 19. Juni 1684) in Prag geboren. Der Vater Johann Sigismund war königlicher Kammerherr, Geheimer Rat und Statthalter des Königs in Böhmen. 
Auch zwei der Brüder von Franz Sigismund wurden Geistliche. Der (Halb-)Bruder Guidobald (1616–1668) war von 1654 bis 1668 Erzbischof von Salzburg und von 1666 bis 1668 auch Bischof von Regensburg. Der zweite Bruder Johann Ernst (1643–1709) wurde zunächst Domherr in Salzburg, 1663 Domherr in Passau, 1679 (bis 1687) Bischof von Seckau und schließlich 1687 (bis zu seinem Tod 1709) Fürsterzbischof von Salzburg. Der Geheime Rat Don Maximilian von Thun-Hohenstein (1638–1701) war sein Bruder.

## Leben
Franz (auch Franziskus) Sigismund trat 1656 in den Orden ein. Am 4. November 1662 wurde er schon Kapitän der Ordensgaleere San Martina. 1684 war er päpstlicher Gesandter bei den Verhandlungen, die schließlich zur Bildung der Heiligen Liga (zunächst das Heilige Römische Reich Deutscher Nation, Polen-Litauen und die Republik Venedig) gegen die Türken führte, die kurz davor Wien belagerten. 1686 überbrachte er dem Papst persönlich die Botschaft von der Eroberung Ofens (Buda) durch die Heilige Liga. Am 7. August 1693 wurde er zunächst für zwei Jahre zum Generalkapitän der Ordensflotte ernannt, 1695 für weitere zwei Jahre. Die Ordensflotte vereinigte sich mit der venezianischen Flotte und gemeinsam eroberten sie am 8. September 1694 die Insel Chios. Die Insel wurde aber bald darauf wieder von den Osmanen besetzt. In den folgenden zwei Jahren kam es zu weiteren Gefechten, die jedoch keine Entscheidung brachten. 

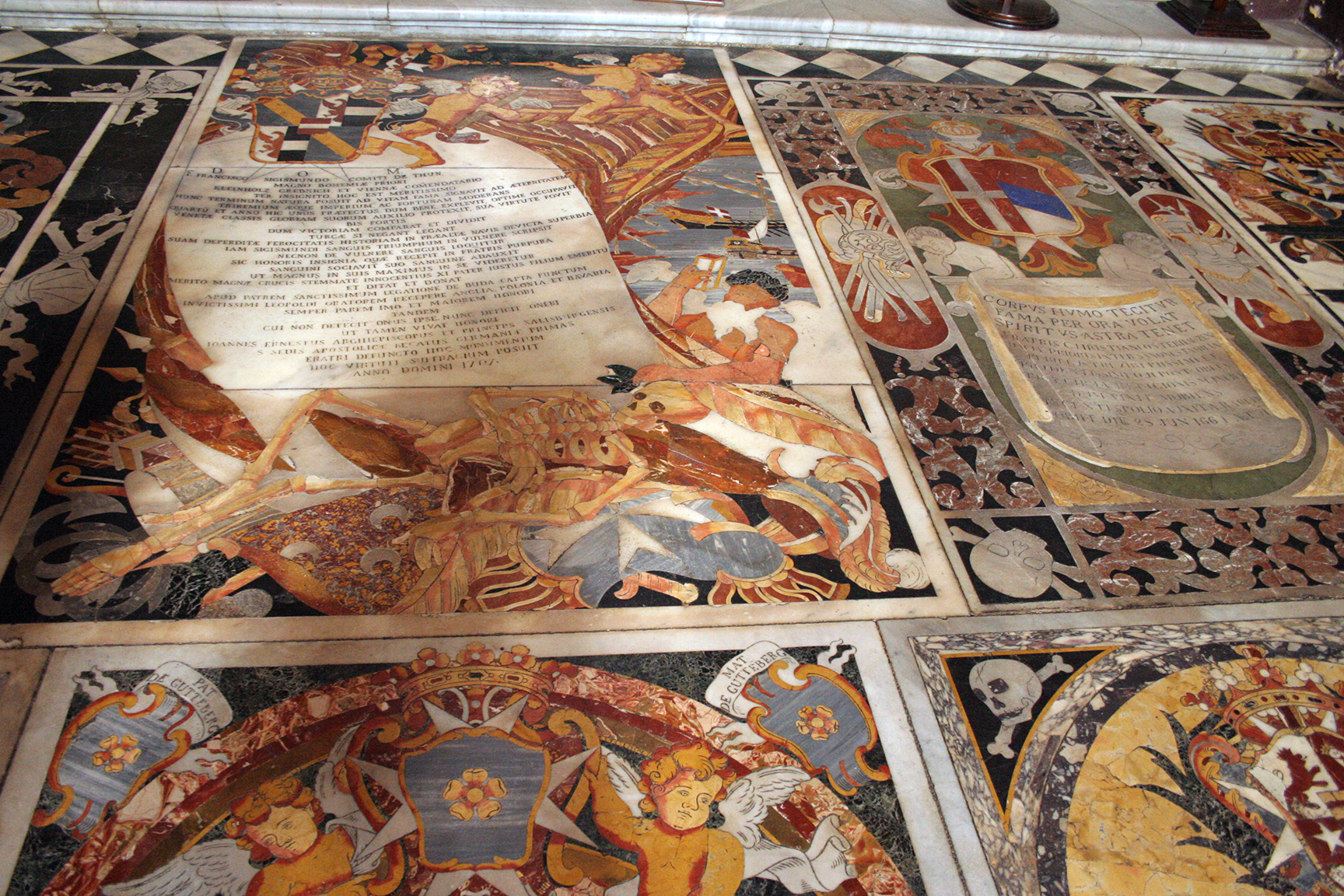
Grabplatte von Franz Sigismund Graf von Thun (links) in der St. Johns Co-Cathedral in Valletta, Malta

Schon 1684 war ihm die Kommende Gröbnig in Schlesien zugesprochen worden, die er zum 1. Mai 1686 antrat. Die Kommende war allerdings durch den Dreißigjährigen Krieg noch völlig verwüstet, die Untertanen völlig überschuldet. Nach seinem Amtsantritt kaufte er den Gläubigern die Schuldforderungen an seine Untertanen ab, erließ ihnen den größeren Teil der Schulden und setzte für den restlichen Teil großzügige Fristen für die Rückzahlung. Nach nur sechs Jahren waren alle Stellen wieder bebaut. Er ließ das halb verfallene Kommendehaus und die zur Kommende gehörigen Mühlen, Dämmen und Teiche wieder in Stand setzen. Außerdem baute er eine Brennerei auf, legte zwei neue Eisgruben an und auch vier neue Brauereikeller. Im Frühjahr 1700 ließ er die baufällige Dorfkirche in Gröbnig bis auf den Turm niederreißen und neu aufbauen. 1701 folgte auch der Neubau der höheren Geschosse des Turms. Als er 1693 wieder nach Malta ging übergab er die Kommende der Verwaltung seines Bruders Romedius Constantin.
Am 3. Mai 1702 starb Franz Sigismund Graf von Thun in einem Lazarett in Livorno. Er ist in der Kapuzinerkirche (Kirche der Heiligsten Dreifaltigkeit) in Livorno begraben. Sein Bruder Fürsterzbischof Johann Ernst von Salzburg ließ für ihn eine aufwändige Grabplatte in der St. John’s Co-Cathedral in Valletta schaffen. In der Kapuzinerkirche in Livorno ließ er ebenfalls ein Marmorgrabmal errichten.